# Alain Corneau
Alain Corneau (ur. 7 sierpnia 1943 roku w Meung-sur-Loire, zm. 30 sierpnia 2010 w Paryżu) – francuski reżyser, scenarzysta, aktor, producent filmowy, teatralny i telewizyjny.
Laureat Cezara za film Wszystkie poranki świata (Tous les matins du monde, 1992) w dwóch kategoriach: najlepszy reżyser i najlepszy film.
Zasiadał w jury konkursu głównego na 51. MFF w Cannes (1998).
Zmarł na raka płuc w paryskim szpitalu.

## Filmografia

### Reżyseria
- 2007: Decydujący skok (Le Deuxième souffle)
- 2005: Les mots bleus
- 2003: Bojaźń i drżenie (Stupeur et tremblements)
- 2000: Książę Pacyfiku (Le prince du Pacifique)
- 1995: Lumiere i spółka (Lumière et compagnie)
- 1991: Wszystkie poranki świata (Tous les matins du monde)
- 1989: Indyjski nokturn (Nocturne indien)
- 1984: Fort Saganne
- 1981: Wybór broni (Le Choix des armes)
- 1979: Série noire
- 1976: Rewolwer Python 357 (Police Python 357)

## Nagrody
- Cezar Najlepszy reżyser/Najlepszy film: 1992: Wszystkie poranki światanominacja Najlepszy reżyser/Najlepszy film: 1990: Indyjski nokturn
- Nagroda na MFF w Cannes nominacja Złota Palma: 1980: Série noire
- Nagroda na MFF w Berlinie
  - nominacja Złoty Niedźwiedź: 1992: Wszystkie poranki świata
  - nominacja Złoty Niedźwiedź: 2005: Some Kind of Blue